# Jiří Václav Musil
Jiří Václav Musil (* 26. listopadu 1941) je český psycholog.

## Život
Vystudoval psychologii na Filozofické fakultě UK v Praze 1966 (PhDr. tamtéž v oboru sociální psychologie). Pak absolvoval postgraduální studium na FF MU v Brně jednak na katedře psychologie — obor organizační a inženýrská psychologie, jednak na katedře českého jazyka a literatury obor „umělecká kritika“.
V roce 1970 nastoupil jako odborný asistent na FF UP, pak působil v různých kulturních institucích bývalého Severomoravského kraje a od r. 1990 je vysokoškolským učitelem na Filozofické a Cyrilometodějské bohoslovecké fakultě UP. Titul CSc. získal v oboru psychologických věd (1987) a habilitoval se v oboru sociální psychologie (1991). Profesorem v oboru klinická psychologie byl jmenován v roce 2004 na základě zvláštního řízení vatikánské kongregace.
Publikuje v odborném tisku doma (Čs. psychologie, Čs. psychiatrie, Sociologický časopis, Pedagogika, Vlastivědný věstník moravský aj.) i v zahraničí (Německo, USA, Švýcarsko, Rakousko, Itálie), je autorem psychologických a vlastivědných monografii.
Působí na Fakultě humanitních studií Univerzity Tomáše Bati ve Zlíně, žije v Olomouci.